# Aleksandr Jevgenjev
Aleksandr Anatoljevitj Jevgenjev (ryska: Александр Анатольевич Евгеньев), född den 20 juli 1961, är en före detta sovjetisk friidrottare som tävlade i kortdistanslöpning.
Jevgenjevs främsta meriter kom inomhus på 200 meter. Han vann två EM-guld inomhus och VM-guld vid det första världsmästerskapet 1985. Han deltog vid utomhus-VM 1987 i Rom där han blev utslagen i semifinalen på 100 meter. Han gick där i det sovjetiska stafettlaget på 4 x 100 meter som blev silvermedaljörer efter USA.
Han ingick vidare i det sovjetiska stafettlaget på 4 x 100 meter vid EM 1986 som vann guld.